# Casas del Castañar
Casas del Castañar ist ein spanischer Ort und eine Gemeinde (municipio) mit 578 Einwohnern (Stand: 2024) in der Provinz Cáceres in der autonomen Gemeinschaft Extremadura.

## Lage und Klima
Casas del Castañar liegt knapp 80 km (Fahrtstrecke) nordnordöstlich der Provinzhauptstadt Cáceres in einer Höhe von ca. 675 m. Der Río Jerte begrenzt die Gemeinde im Nordwesten.

## Bevölkerungsentwicklung
| Jahr      | 1900 | 1950 | 1970 | 1981 | 1991 | 2001 | 2011 | 2021 |
| Einwohner | 813  | 1364 | 1049 | 858  | 755  | 688  | 627  | 540  |

## Wirtschaft
Die Landwirtschaft incl. der Viehzucht (ganadería) bildet die Wirtschaftsgrundlage der Gemeinde; infolgedessen haben sich einige kleinere verarbeitende Betriebe angesiedelt.

## Sehenswürdigkeiten

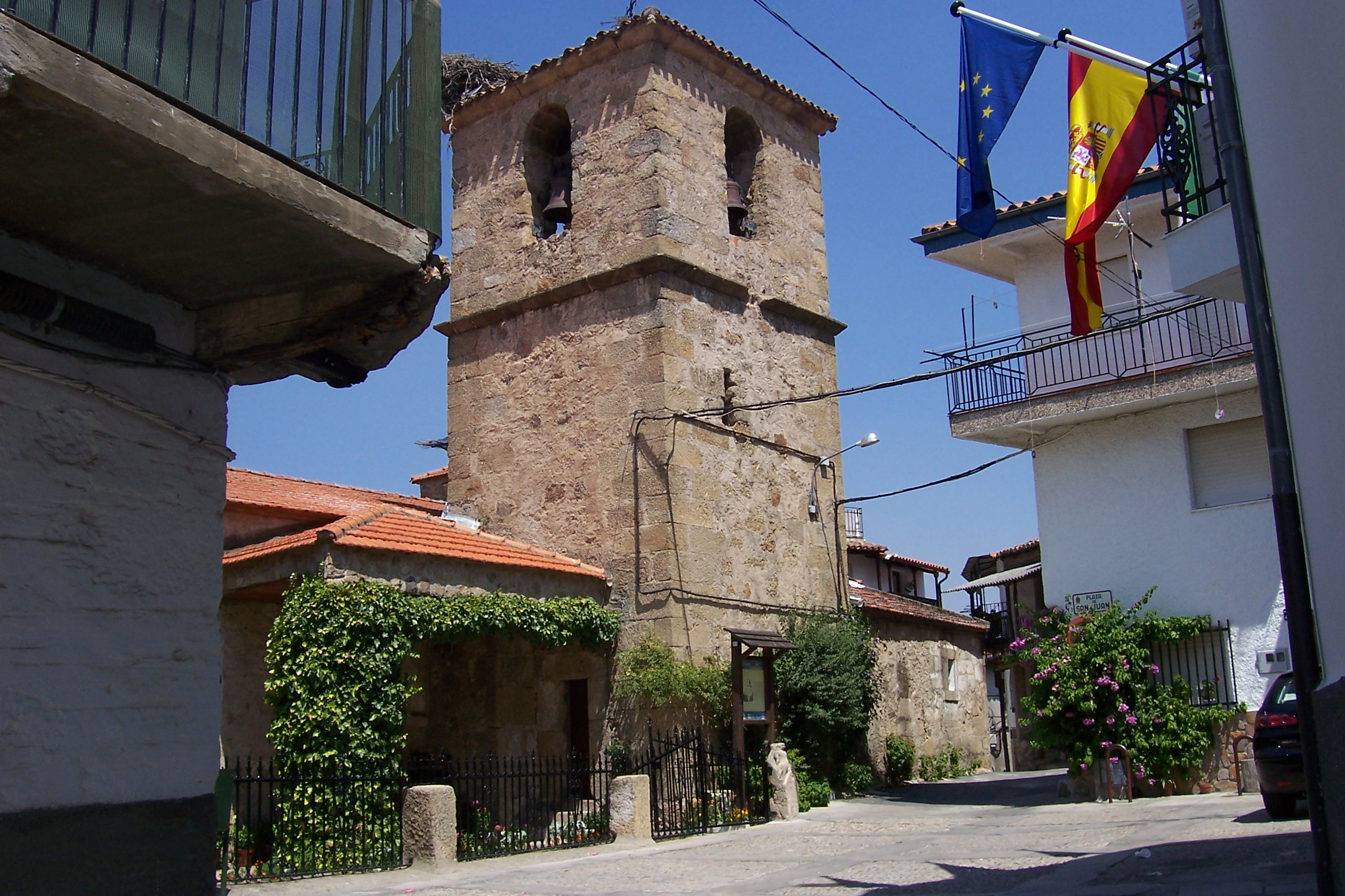
Johannes-der-Täufer-Kirche

- Johannes-der-Täufer-Kirche